# Língua rotumana
A língua rotumana ou rotumano, também chamada de rotunan, rutuman ou fäeag rotuma, é uma língua austronésia falada por cerca de 9000 pessoas na ilha de Rotuma, ilha de cultura polinésia que, desde 1881, é dependência administrativa de Fiji. Sua classificação genealógica é de difícil definição, dada a grande quantidade de empréstimos obtidos do samoano e do tonganês, graças ao intercâmbio cultural no Oceano Pacífico.
A língua rotumana atraiu muito interesse dos linguistas graças ao seu uso de metátese para inverter a última vogal em uma palavra com consoante imediatamente precedente, resultando em um sistema vocálico caracterizado por umlaut, encurtamento ou prolongamento vocálico e ditongação.
Ao contrário dos seus vizinhos no Pacífico, o rotumano é tipicamente considerada uma língua de ordem SVO.

## Exemplo
Como exemplo de texto, segue a versão rotumana da oração do Pai Nosso, retirada da tradução da Bíblia para o rotumano, publicada dem 1975 (Mateus 6:9–13):
'Otomis Ö'faat täe 'e lạgi,
'Ou asa la äf'ȧk la ma'ma',
'Ou pure'aga la leum, 'ou rere la sok,
fak ma 'e lạgi, la tape'ma 'e rän te'.
'Äe la naam se 'ạmisa, 'e terạnit 'e 'i,
ta 'etemis tela'a la tạumar,
Ma 'äe la fạu'ạkia te' ne 'otomis sara,
la fak ma ne 'ạmis tape'ma re vạhia se iris ne sar se 'ạmisag.
Ma 'äe se hoa' 'ạmis se faksara; 'äe la sại'ạkia 'ạmis 'e raksa'a.
Ko pure'aga, ma ne'ne'i, ma kolori, mou ma ke se 'äeag, se av se 'es gata'ag ne tore. 'Emen

## Olimpíada
O fenômeno da metátese em reduplicação e composição de palavras rotumanas foi explorado em um problema da Olimpíada Internacional de Linguística, no ano de 2012.